# Манчестер (Мичиген)
Манчестер (енгл. Manchester) град је у америчкој савезној држави Мичиген.

## Демографија
По попису из 2010. године број становника је 2.091, што је 69 (-3,2%) становника мање него 2000. године.
| Група             | 2000.         | 2010.         |
| Белци             | 2.100 (97,2%) | 2.025 (96,8%) |
| Афроамериканци    | 8 (0,4%)      | 6 (0,3%)      |
| Азијати           | 4 (0,2%)      | 7 (0,3%)      |
| Хиспаноамериканци | 32 (1,5%)     | 34 (1,6%)     |
| Укупно            | 2.160         | 2.091         |